# Carolina Duer
Carolina Raquel Duer, apodada La Colorada o La Turca (5 de agosto de 1978, Buenos Aires), es una boxeadora argentina.
Fue campeona mundial de la WBO en peso gallo desde 2010 hasta 2013, y en Peso supermosca desde 2013 hasta 2015.

## Biografía
Debutó como profesional el 15 de septiembre de 2007, en el estadio de UPCN en Buenos Aires, venciendo por decisión unánime a Agustina del Valle Aybar. El 16 de julio de 2010 obtuvo el título sudamericano peso gallo al vencer por puntos a Silvia Fernanda Zacarias, en el mismo escenario.
El 17 de diciembre de 2010 se consagró campeona mundial de peso supermosca de la WB0, al vencer en decisión unánime a Loredana Piazza en el Casino Victoria, de la ciudad de Victoria en Entre Ríos. Con posterioridad, hasta 2013, realizó seis defensas exitosas del título.
El 26 de julio de 2013 se consagró campeona mundial de peso gallo de la WB0, al vencer en decisión unánime a Mayra Alejandra Gómez en el Club Social Alejandro Korn en la provincia de Buenos Aires.

### Televisión
| Año  | Título                              | Rol                          | Notas                    |
| ---- | ----------------------------------- | ---------------------------- | ------------------------ |
| 2013 | Celebrity Splash                    | Participante                 | 13.ª eliminada           |
| 2014 | Combate                             | Entrenadora del Equipo Verde | Renuncia (1.ª temporada) |
| 2023 | The Challenge Argentina: El Desafío | Participante                 | 1.ª eliminada            |